# Nunukan (kabupaten)
Nunukan (indonez. Kabupaten Nunukan) – kabupaten w indonezyjskim Borneo Północnym. Jego ośrodkiem administracyjnym jest Nunukan.
Kabupaten ten graniczy od zachodu i północy z malezyjskim Sabahem. W jego zachodniej części leży północny fragment Parku Narodowego Kayan Mentarang. Od wschodu leży nad Morzem Celebes. Obejmuje wyspę Pulau Nunukan oraz południe Pulau Sebatik. Dawniej należał do Borneo Wschodniego.
W 2010 roku kabupaten ten zamieszkiwało 140 841 osób, z czego 53 907 osób stanowiła ludność miejska, a 86 934 ludność wiejska. Mężczyzn było 75 171, a kobiet 65 670. Średni wiek wynosił 24,29 lat.
Kabupaten ten dzielił się w 2010 roku na 9 kecamatanów, a obecnie dzieli się na 15 kecamatanów:
- Krayan
- Krayan Selatan
- Lumbis
- Lumbis Ogong
- Nunukan
- Nunukan Selatan
- Sebatik
- Sebatik Barat
- Sebatik Tengah
- Sebatik Timur
- Sebatik Utara
- Sebuku
- Sei Menggaris
- Sembakung
- Tulin Onsoi